# Barrettinelli di Dentro
De Barrettinelli di Dentro (voluit: Isolotti Barrettinelli (di Dentro)) is de naam voor een groep rotseilandjes behorend tot de La Maddalena-archipel voor de kust van het Italiaanse eiland Sardinië. Het suffix "di Dentro" (de "Binnenste Barrettinelli") dient ter onderscheiding van de Barrettinelli di Fuori (de "Buitenste Barrettinelli").
Het IOTA-nummer van de Barrettinelli di Dentro is, zoals voor de meeste andere eilanden in de archipel, EU-041. De Italian Islands Award-referentie (I.I.A., gegeven aan natuurlijke eilanden) was SS-021. Inmiddels hebben de eilandjes in de Mediterranean Islands Award de code MIS-110.